# Альметово
Альме́тово (рос. Альметово, башк. Әлмәт) — присілок у складі Давлекановського району Башкортостану, Росія. Входить до складу Бік-Кармалинської сільської ради.
Населення — 24 особи (2010; 14 в 2002).
Національний склад:
- татари — 93 %